# Roßmannsbach (Zorge)
Der Roßmannsbach ist ein linker Zufluss der Zorge im Stadtgebiet von Nordhausen im thüringischen Landkreis Nordhausen. Von der Quelle bis zur Mündung ist der Roßmannsbach ein Gewässer 2. Ordnung, die Unterhaltung obliegt dem Gewässerunterhaltungsverband Helme | Ohne | Wipper.

## Verlauf
Der Roßmannsbach entspringt nahe der Rüdigsdorfer Schweiz, deren Großteil unter Naturschutz steht. Von der Quelle bei Petersdorf bis hin zur Mündung in die Zorge fließt er überwiegend in südlicher Richtung. Ein Großteil seines Bachbettes wurde renaturiert, um ein natürliches Bachbiotop wiederherzustellen. Kurz vor seiner Mündung passiert er noch die Kläranlage Nordhausen.

## Renaturierung
Die Renaturierung des Roßmannsbach war, ähnlich wie beim Röstegraben in und um Großwechsungen, ein Pilotprojekt des Freistaates Thüringen, um modellhaft zu zeigen, wie künftig Gewässer im Land wieder naturnah gemacht werden sollen. Zuvor war der Bach komplett verrohrt, nachdem er nun wieder im Freien fließt, bietet er sich wieder als Habitat von Tieren an und ist auch Besuchern zugänglich gemacht.